# Emilia Mikue Ondo
Emilia Mikue Ondo (* 20. Dezember 1984) ist eine äquatorialguineische Leichtathletin.

## Leben
Mikue Ondo nahm an den Olympischen Sommerspielen 2004 teil und war hierbei Flaggenträgerin bei der Eröffnungszeremonie für ihr Land. Sie erreichte im 800-Meter-Lauf den siebten Platz ihres Vorlaufes und zog so nicht ins Finale ein.
Bei den Crosslauf-Weltmeisterschaften 2007 in Mombasa belegte sie den 82. Platz.
Bei den Leichtathletik-Weltmeisterschaften 2007 belegte sie im 800-Meter-Lauf den letzten Platz ihres Vorlaufes, stellte jedoch mit einer Zeit von 2:15,72 Minuten einen neuen Landesrekord auf.
Bei den Olympischen Sommerspielen 2008 war sie zweimal Fahnenträgerin, sowohl bei der Eröffnungszeremonie als auch der Schlusszeremonie. Sie trat wieder im 800-Meter-Lauf an, erreichte jedoch als Sechste des Vorlaufes wieder nicht das Finale.